# Esperimento ATLAS
ATLAS (A Toroidal LHC ApparatuS) è uno dei nove rivelatori di particelle costruiti per il Large Hadron Collider (LHC), un acceleratore di particelle al Centro Europeo Ricerche Nucleari (CERN) presso Ginevra. La costruzione di ATLAS è terminata nell'ottobre del 2008 e le prime collisioni fra protoni furono registrate nel novembre del 2009. ATLAS è stato, assieme a CMS, uno dei due esperimenti di LHC che, il 4 luglio 2012, hanno annunciato la scoperta del bosone di Higgs.
Il rivelatore ha una geometria cilindrica, è lungo 44 metri, ha un diametro di 25 metri, pesa circa 7 000 tonnellate ed è attualmente il più grande spettrometro costruito presso un acceleratore di particelle. L'esperimento è stato progettato per osservare fenomeni che riguardano le particelle elementari, per scoprire nuove particelle a breve vita media e per far luce su teorie di fisica delle particelle oltre il Modello standard.
Ad ATLAS partecipano 6 003 membri, di cui 3 822 fisici (dati del 26 giugno 2022), appartenenti a 243 istituti di ricerca da 40 nazioni diverse.

## Storia

### Nascita degli acceleratori di particelle
Il primo acceleratore di particelle, un ciclotrone con un raggio di pochi centimetri e un'energia per particella di 1 MeV, fu costruito da Ernest Orlando Lawrence nel 1931. Da allora, gli acceleratori crebbero enormemente in dimensioni ed energia, per produrre sempre nuove particelle con masse sempre maggiori. Alla crescita delle energie degli acceleratori corrispose un aumento del numero delle particelle conosciute, studiate in dettaglio negli esperimenti di Fisica delle particelle.

### La collaborazione ATLAS
La collaborazione ATLAS, costituita da gruppi di fisici appartenenti a diverse Università e centri di ricerca che hanno costruito e ora gestiscono il rivelatore, si è formata nel 1992. Due precedenti collaborazioni, EAGLE (Experiment for Accurate Gamma, Lepton and Energy Measurements) e ASCOT (Apparatus with Super COnducting Toroids), si fusero per la costruzione di un unico rivelatore di particelle destinato al nuovo acceleratore, il Large Hadron Collider (LHC).

### Progetto e costruzione del rivelatore

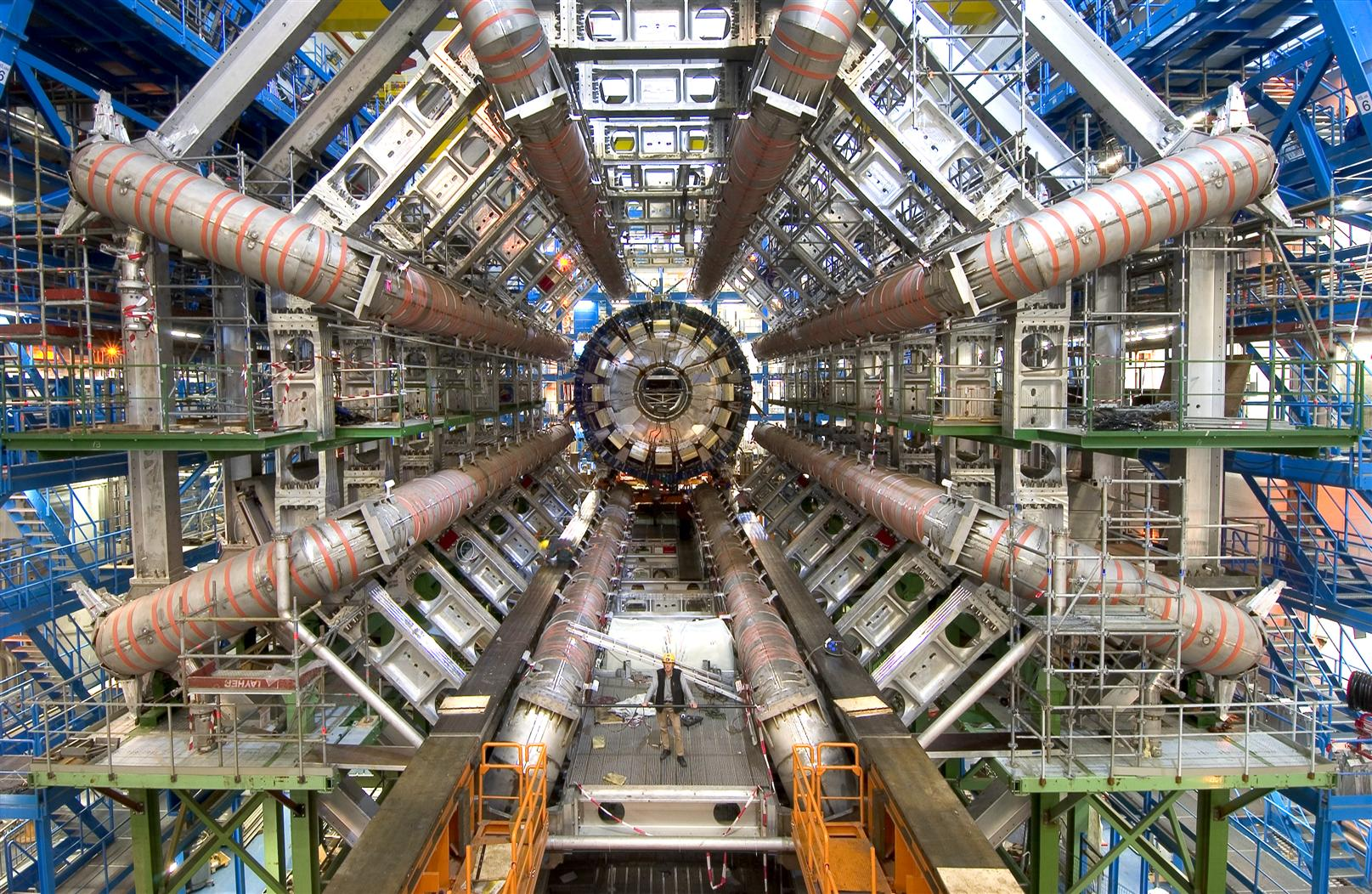
Il rivelatore ATLAS in costruzione, nel 2004. Si vedono gli otto toroidi che generano il campo magnetico. La parte centrale, vuota nella foto, verrà poi occupata dal rivelatore interno, dal magnete solenoidale e dai calorimetri. Si noti, per avere un'idea delle dimensioni dell'apparato, la persona al centro dell'immagine.

Il progetto era una combinazione di quelli di due precedenti progetti per LHC, EAGLE e ASCOT, e della ricerca e sviluppo condotte per il rivelatore del Super Collisore Superconduttivo (SSC) statunitense, il cui progetto fu abbandonato nel 1993. L'esperimento ATLAS venne proposto nella sua forma attuale nel 1994, e sovvenzionato ufficialmente dagli stati membri del CERN nel 1995. Altre nazioni, università e laboratori si aggiunsero negli anni seguenti, e ulteriori istituzioni e scienziati continuano ad aggiungersi ancora oggi. L'opera di costruzione incominciò nelle singole istituzioni, con componenti del rivelatore che vennero spediti al CERN e assemblati nella caverna sperimentale di ATLAS a partire dal 2003.

### Funzionamento del rivelatore
La costruzione dell'esperimento ATLAS fu completata nel 2008 ed il rivelatore ha registrato i primi dati da singolo fascio di protoni da LHC il 10 settembre 2008. 
La presa dati fu quindi interrotta per oltre un anno da un incidente all'LHC: lo spegnimento, con effetti distruttivi, di un magnete superconduttore. Il 23 novembre 2009 si ebbero le prime collisioni protone-protone di LHC, registrate anche da ATLAS, ad una energia nel centro di massa, relativamente bassa, di 900 GeV. 
Da allora, ATLAS ha continuato a registrare eventi di collisioni protone-protone dell'LHC a energie crescenti: 1,8 TeV a fine 2009, 7 TeV nel 2010 e 2011, quindi 8 TeV nel 2012.
Il primo periodo di presa dati, compreso tra il 2010 e il 2013, è detto Run 1. Dopo una interruzione (Long Shutdown LS1) nel 2013 e 2014, si sono raggiunti i 13 TeV nel 2015. Il secondo periodo di presa dati, Run 2, è stato completato a fine 2018 raccogliendo, sempre ad un'energia nel centro di massa di 13 TeV, una luminosità integrata di circa 140/fb (femtobarn inversi). Una seconda interruzione (Long Shutdown LS2) nel periodo 2019 - 2022 ha permesso il miglioramento del rivelatore, in vista di un nuovo periodo di presa dati (Run 3), a partire dal luglio 2022. Il completamento del Run 3 permetterà il raddoppio dei dati disponibili prima di tale Run per le analisi. Dopo Run 3, previsto da metà 2022 a giugno 2025, seguirà un lungo periodo d'interruzione (Long Shutdown LS3), per permettere l'aggiornamento del rivelatore in vista della presa dati ad alta luminosità: HL-LHC (High Luminosity LHC), che prevede Run 4 (2030 - 2033) e Run 5 (2036 - 2041).

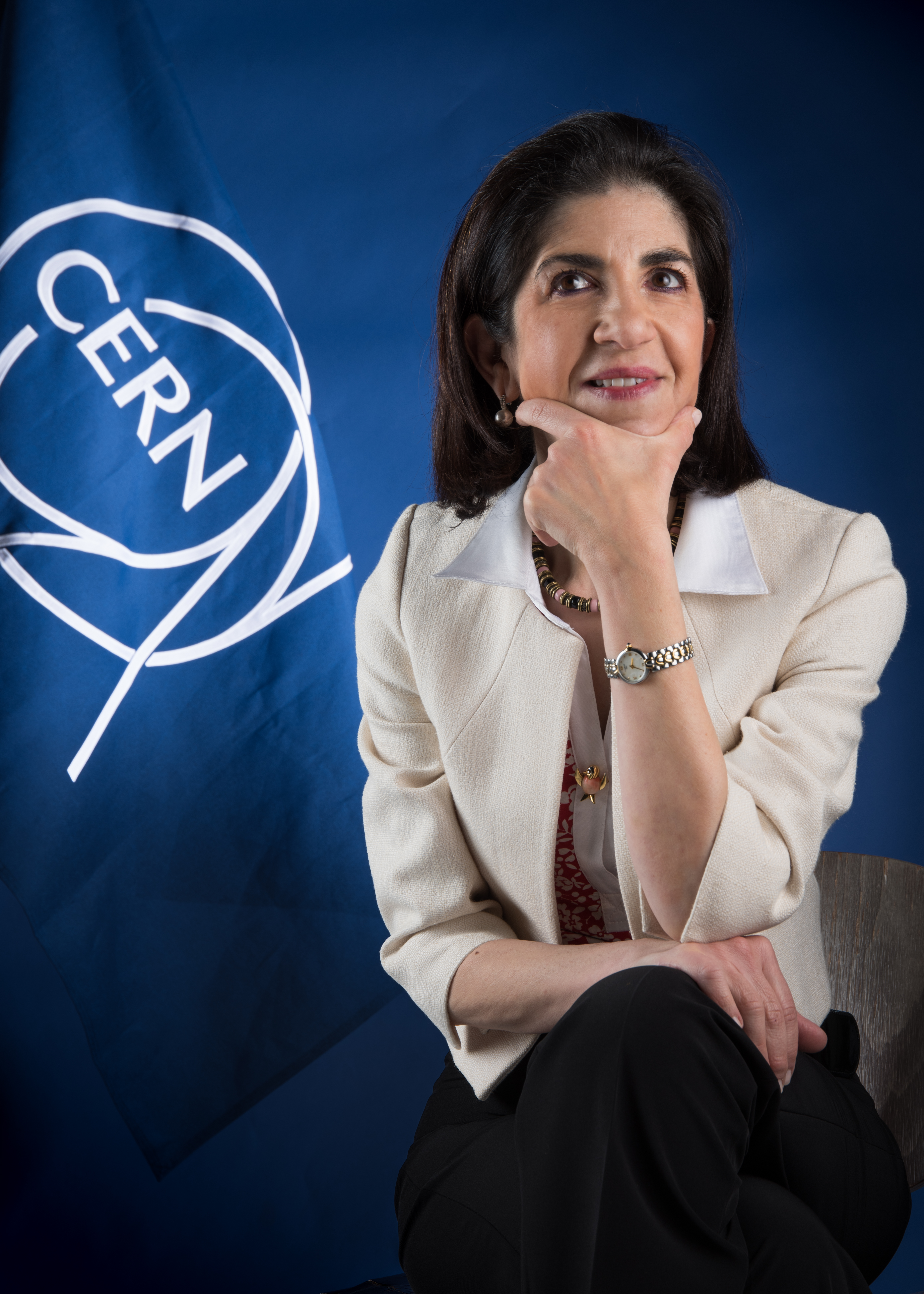
Fabiola Gianotti, portavoce di ATLAS (2009 - 2013) e direttore generale del CERN (2016 - 2025).

| Funzionamento del LHC |       |
| apr 2010 - gen 2013   | Run 1 |
| feb 2013 - gen 2015   | LS1   |
| feb 2015 - nov 2018   | Run 2 |
| dic 2018 - giu 2022   | LS2   |
| lug 2022 - giu 2026   | Run 3 |
| lug 2026 - giu 2030   | LS3   |
| lug 2030 - dic 2033   | Run 4 |
| gen 2034 - mag 2036   | LS4   |
| giu 2036 - nov 2041   | Run 5 |

### Direzione dell'esperimento ATLAS
La collaborazione ATLAS è attualmente guidata da Stephane Willocq, mentre suoi vice sono Anna Sfyrla e Guillaume Unal.
Quali portavoce di ATLAS si sono succeduti:
| Friedrich Dydak e Peter Jenni | (1992 - 1995) |
| Peter Jenni                   | (1995 - 2009) |
| Fabiola Gianotti              | (2009 - 2013) |
| David Charlton                | (2013 - 2017) |
| Karl Jakobs                   | (2017 - 2021) |
| Andreas Hoecker               | (2021 - 2025) |
| Stéphane Willocq              | (2025 - 2028) |

## Programma di ricerca
Nell'ambito della fisica delle particelle, ATLAS studia diversi tipi di processi rilevati o rilevabili nelle collisioni energetiche del Large Hadron Collider (LHC). Per i processi già noti, si tratta di misurare in modo sempre più accurato le proprietà di particelle conosciute o di trovare conferme quantitative del Modello standard. Processi finora non osservati permetterebbero invece, se rilevati, di scoprire nuove particelle o avere conferma di teorie fisiche che vanno oltre il Modello standard.

### Modello standard

Schema delle particelle elementari, con le tre generazioni di fermioni, i bosoni di gauge e il bosone di Higgs

In fisica delle particelle, il Modello standard è la teoria fisica che descrive tre delle quattro interazioni fondamentali note: le interazioni forte, elettromagnetica e debole (le ultime due unificate nell'interazione elettrodebole) e tutte le particelle elementari a esse collegate.
Le sue previsioni sono state in larga parte verificate sperimentalmente con un'ottima precisione ed esso rappresenta l'attuale modello teorico di riferimento delle forze fondamentali. Tuttavia presenta vari aspetti di incompletezza; in particolare, non comprendendo l'interazione gravitazionale, per la quale non esiste ad oggi una teoria quantistica coerente, non costituisce quella teoria del tutto a lungo ricercata dai fisici.

#### Misure di precisione
Salvo l'importante eccezione del bosone di Higgs, scoperto da ATLAS e CMS nel 2012, tutte le particelle elementari previste dal Modello standard erano già state osservate da esperimenti precedenti. In questo campo, oltre alla scoperta del bosone di Higgs, il lavoro sperimentale di ATLAS si è concentrato su misure di precisione, volte a determinare con sempre maggior accuratezza i molti parametri fisici della teoria.
In particolare, per 
1. il bosone di Higgs;
2. i bosoni W e Z;
3. i quark top e bottom

vengono misurate:
1. la massa;
2. i canali di produzione, di decadimento e le vite medie;
3. i meccanismi d'interazione e le costanti di accoppiamento elettrodebole e forte.

Ad esempio, i dati raccolti da ATLAS hanno permesso nel 2018 di misurare la massa (80370±19 MeV) del bosone W, uno dei due mediatori dell'interazione debole, con una
incertezza di misura di ±2,4‰.

#### Bosone di Higgs

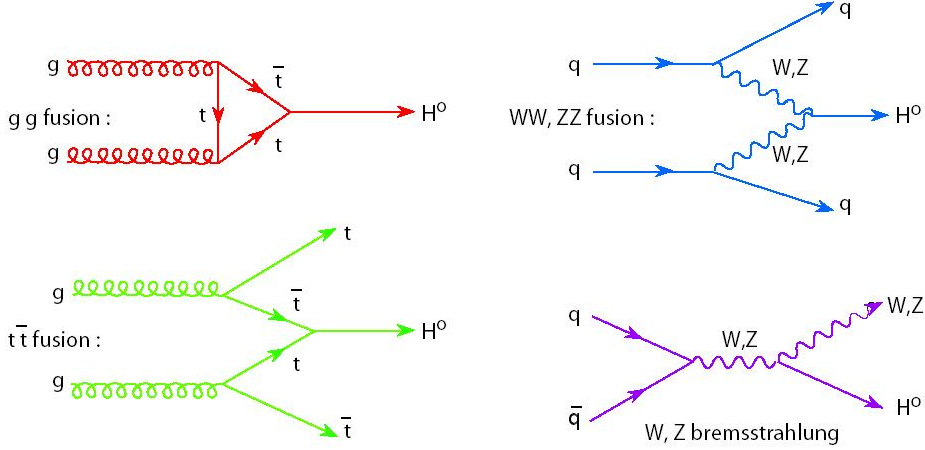
Diagrammi di Feynman che mostrano - secondo il Modello standard - i diversi canali di produzione del bosone di Higgs per mezzo di collisioni tra protoni al LHC.

Uno degli obiettivi più importanti di ATLAS era quello d'investigare sulla particella mancante del Modello Standard, il bosone Higgs, che non è rivelabile direttamente ma solo tramite l'individuazione delle particelle nelle quali decade. Il meccanismo di Higgs, che include l'esistenza del bosone di Higgs, spiega la massa dei fermioni. Inoltre, attribuendo massa ai bosoni W e Z mentre il fotone rimane a massa nulla, evidenzia le differenze tra l'interazione debole e l'elettromagnetismo.
Il 4 luglio 2012 i fisici che lavoravano all'esperimento ATLAS, assieme a quelli dell'esperimento CMS, hanno annunciato la scoperta - con un livello di confidenza di 5 sigma - di un bosone (particella con spin intero) neutro (privo di carica elettrica) e con una massa di 125 GeV, pari a 133 volte la massa del protone. I primi decadimenti osservati sono stati il decadimento in due fotoni ({\displaystyle H\rightarrow \gamma \gamma }) e il decadimento in quattro leptoni ({\displaystyle H\rightarrow ZZ^{*}\rightarrow 4l} e {\displaystyle H\rightarrow WW^{*}\rightarrow e\nu \mu \nu }).
Nel marzo 2013, dopo ulteriori analisi dei dati di ATLAS e CMS, il CERN ha annunciato che la nuova particella è proprio il bosone di Higgs. 
Gli esperimenti ATLAS e CMS sono stati in grado di dimostrare che le proprietà della particella e il modo in cui interagisce con altre particelle erano quelle caratteristiche di un bosone di Higgs, che ha spin 0 e parità positiva. L'analisi, con i dati raccolti nel 2015 e nel 2016, di altre proprietà della particella hanno ulteriormente confermato queste conclusioni.
Nell'ottobre 2013 a due dei fisici teorici che predissero l'esistenza del bosone di Higgs del Modello standard, Peter Higgs e François Englert, è stato assegnato il premio Nobel per la Fisica.

#### Quark top
Le proprietà del quark top, scoperto al Fermilab nel 1995, erano state misurate solo approssimativamente. Grazie alla maggiore energia e al maggior numero di eventi, l'LHC produce un grande numero di quark top, permettendo ad ATLAS di compiere misure molto più accurate sulla sua massa e sulle sue interazioni con le altre particelle. Queste misure forniscono informazioni sui dettagli del Modello standard e potrebbero rivelare inconsistenze tra teoria e dati sperimentali, indizi a favore di nuove teorie fisiche.

### Oltre il Modello standard
Mentre il Modello standard prevede che quark, leptoni e neutrini debbano esistere, non spiega perché le masse di queste particelle siano così diverse (differiscono per ordini di grandezza). Inoltre, la massa dei neutrini dovrebbe essere, secondo il Modello standard, esattamente nulla come quella del fotone. Invece i neutrini hanno massa. Nel 1998 i risultati della ricerca al rivelatore Super-Kamiokande hanno determinato che i neutrini possono oscillare da un sapore all'altro, il che impone che debbano avere una massa diversa da zero. Per questi e altri motivi, molti fisici delle particelle credono che il Modello standard potrebbe non essere più valido a scale di energia di 1 TeV o maggiori. 
La maggior parte delle teorie alternative, le GUT (Grand Unified Theories) tra cui SUSY (SUper SYmmetry), prevede l'esistenza di nuove particelle con massa maggiore di quelle del Modello standard.

#### Supersimmetrie
Alcune delle particelle non previste dal Modello standard potrebbero essere abbastanza leggere da venir prodotte ed osservate da ATLAS. In molti casi, è previsto che queste particelle molto massive decadano in quark ad alta energia e in altre particelle massive debolmente interagenti con la materia ordinaria. Le particelle più stabili uscirebbero dallo spettrometro, lasciando come tracce uno o più jet di particelle e un alto valore di quantità di moto mancante. Anche altre ipotetiche particelle massive, come quelle descritte dalla teoria di Kaluza-Klein, potrebbero lasciare le stesse tracce. I dati raccolti fino alla fine del Run II al LHC non mostrano evidenza di particelle supersimmetriche o comunque non previste dal Modello standard, la cui ricerca continuerà nei dati che si raccoglieranno dal Run III in poi.

#### Violazione di CP
Con i dati raccolti da ATLAS viene investigata anche l'asimmetria tra il comportamento della materia e dell'antimateria, conosciuta come violazione della simmetria CP. Gli esperimenti che finora hanno studiato la violazione di CP, come BaBar e Belle, non hanno ancora rivelato sufficienti violazioni nel Modello standard per spiegare l'assenza dell'antimateria nell'universo. Nuovi modelli fisici potrebbero introdurre delle violazioni aggiuntive di CP, facendo luce sul problema. Questi modelli possono essere verificati direttamente mediante la produzione di nuove particelle oppure indirettamente, dalle proprietà di decadimento dei mesoni B e D. Un altro degli esperimenti di LHC, LHCb, è dedicato specificatamente allo studio della violazione di CP.

#### Particelle a lunga vita media
La ricerca di particelle cariche, pesanti e a lunga vita media nei dati di Run 2 ha isolato 7 eventi con massa di circa 1,4 TeV, corrispondente ad 8 volte la massa della particella più pesante finora conosciuta. L'identità (ovvero la determinazione dei costituenti) di queste ipotetiche nuove particelle rimane misteriosa.
La significatività statistica dei risultati disponibili è di 3,3 σ. Ciò significa, dati gli
intervalli di confidenza statistici, che vi sono meno di 3 probabilità su 1000 che i risultati finora ottenuti siano stati prodotti da una fluttuazione casuale. Occorreranno ulteriori dati, forniti dal Run 3 del LHC, per arrivare ad un livello di confidenza di 5 σ, che permetterebbe d'annunciare la scoperta un nuovo tipo di particelle.

#### Buchi neri microscopici
Una remota possibilità (se l'universo contenesse extra dimensioni) è che l'LHC possa produrre buchi neri microscopici. Questi, a causa della radiazione di Hawking, decadrebbero in circa {\displaystyle 10^{-27}}s producendo tutte le particelle del Modello standard in ugual numero, e lasciando una traccia inequivocabile nel rivelatore ATLAS.

## Spettrometro ATLAS
Il rivelatore cilindrico è lungo 44 metri, ha un diametro di 25 metri, pesa circa 7.000 tonnellate e contiene circa 3.000 km di cavi.
Coi suoi 27 km di circonferenza, il Large Hadron Collider (LHC) del CERN fa urtare fasci di protoni in cui il singolo protone ha un'energia massima di 6,5 TeV. Tale energia viene convertita nell'urto per formare, grazie all'equivalenza tra massa ed energia (E=mc²), particelle molto più massive di quelle che costituiscono la materia ordinaria (protoni, neutroni, elettroni). Quando due fasci di protoni si urtano nel centro del rivelatore ATLAS, l'energia disponibile nel centro di massa per formare nuove particelle è di
13 TeV, il doppio di quella del singolo protone.

### Requisiti generali
ATLAS è concepito come un rivelatore di particelle ad indirizzo generale. Quando i due fasci di protoni accelerati a LHC interagiscono al centro del rivelatore, può essere prodotta una grande varietà di particelle, in un largo intervallo di energia. Più che focalizzarsi su un particolare processo fisico, ATLAS è concepito per misurare il più ampio spettro possibile di segnali. Questo assicura che, qualunque caratteristica un nuovo processo fisico o una nuova particella possano avere, ATLAS sia in grado di rivelarli e misurarne le proprietà. ATLAS è progettato per rilevare la massa, l'energia, la quantità di moto, la carica elettrica, lo spin e la vita media delle particelle generate dall'urto dei fasci.
Alcuni rivelatori di particelle costruiti per acceleratori precedenti, come il Tevatron e il Large Electron-Positron Collider, erano stati progettati sulla base di una filosofia simile. Tuttavia le sfide tecniche e scientifiche rappresentate dal Large Hadron Collider, per la sua energia senza precedenti e l'alto numero di eventi prodotti, hanno reso necessaria la costruzione di un rivelatore come ATLAS, di dimensioni e complessità maggiori rispetto a qualunque altro rivelatore costruito prima.

### Struttura a strati concentrici
Per identificare tutte le particelle prodotte nel punto di interazione IP (Interaction Point) quando i fasci di protoni dell'LHC collidono, lo spettrometro cilindrico è progettato con una struttura "a cipolla". Gli strati sono formati da rivelatori di vari tipi, ognuno dei quali osserva uno specifico tipo di particelle. Le differenti tracce che le particelle lasciano in ogni strato permettono la loro identificazione e l'accurata misura delle loro energie e quantità di moto (il ruolo di ciascuno strato di rilevazione è discusso in Sistemi di rivelatori). Man mano che l'energia delle particelle prodotte dall'acceleratore cresce, i rivelatori devono crescere di dimensioni, per misurare e contenere completamente anche le particelle più energetiche. Ad oggi (2022) ATLAS è il più grande rivelatore di particelle mai costruito presso un collider.

### Sistemi di rivelatori

Spaccato del rivelatore ATLAS, che ne mostra i componenti.
Spettrometro dei muoni:
(1) Regioni in avanti (End-caps)
(1) Regione centrale
Sistema dei magneti:
(2) Magneti toroidali
(3) Magnete solenoidale
Rivelatore interno:
(4) TRT (Transition Radiation Tracker)
(5) Tracciatore a semiconduttore
(6) Rivelatore a pixel
Calorimetri:
(7) Calorimetro ad argon liquido
(8) Calorimetro a tegole

Lo spettrometro ATLAS consiste di una serie di cilindri concentrici costruiti attorno al punto d'interazione IP, in cui collidono i fasci di protoni dell'LHC. Mantenere l'efficienza dei rivelatori in un'area soggetta a intense radiazioni come quella che circonda il punto di interazione è una sfida ingegneristica non indifferente. Lo spettrometro può essere diviso in quattro principali sistemi:
1. Rivelatore interno;
2. Calorimetri;
3. Spettrometro muonico;
4. Sistema dei magneti.

Ciascun sistema è a sua volta formato da vari strati. I rivelatori sono complementari: il rivelatore interno traccia precisamente le particelle cariche, i calorimetri misurano l'energia delle particelle più facili da fermare e lo spettrometro muonico permette di rilevare i muoni, che sono più penetranti e attraversano gli altri rivelatori. Il sistema dei magneti deflette le particelle cariche nel rivelatore interno e nello spettrometro muonico, permettendo così di misurarne la carica elettrica e la quantità di moto.
Le sole particelle stabili a non poter essere rivelate direttamente da ATLAS sono i neutrini: la loro presenza è dedotta da apparenti violazioni della conservazione della quantità di moto durante una collisione. Per svolgere questo compito, il rivelatore deve essere "ermetico", ovvero deve misurare tutte le altre particelle, senza punti ciechi.
L'installazione di tutti e quattro i sistemi di rivelazione fu completata nell'agosto 2008. I rivelatori hanno raccolto i dati di milioni di raggi cosmici, durante la riparazione dei magneti che ebbe luogo tra l'autunno 2008 e l'autunno 2009, prima dell'inizio dell'iniezione di protoni nell'LHC. I rivelatori mostrarono un'efficienza vicina al 100% e caratteristiche di funzionamento molto prossime a quelle di progetto.

### Rivelatore interno

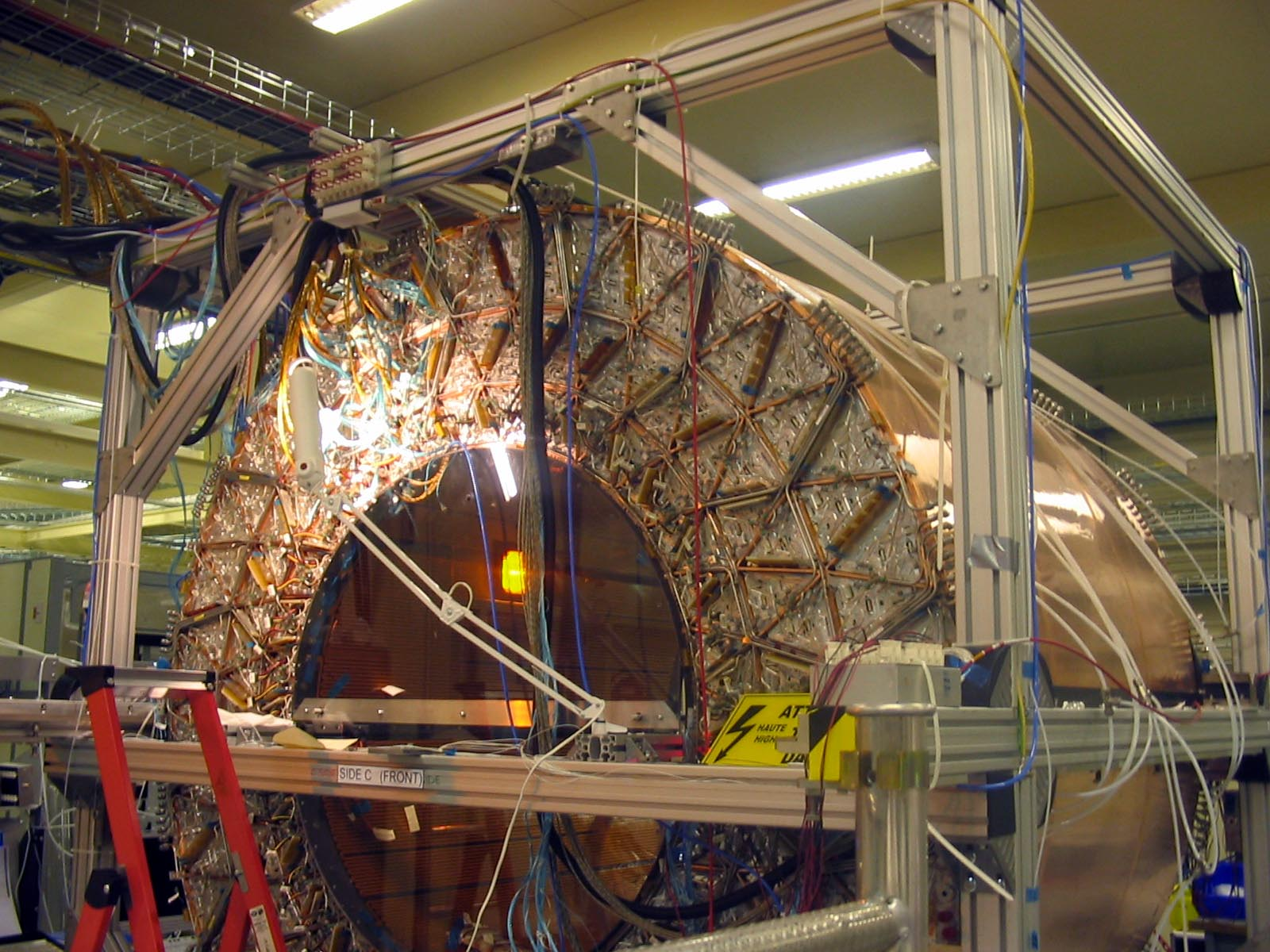
Sezione centrale del TRT (Transition Radiation Tracker). Si tratta della parte più esterna del rivelatore interno. A Settembre 2005 era montato in superficie, per essere validato con raggi cosmici.

Il rivelatore interno inizia a pochi centimetri dall'asse del fascio di protoni e si estende fino ad un raggio di 1,2 m, per una lunghezza di 6,2 m nella direzione del tubo che contiene il fascio. La sua principale funzione è di tracciare le particelle cariche e misurarne la quantità di moto. È composto da tre rivelatori diversi (Rivelatore a pixel, SCT e TRT), descritti nel seguito.
Il campo magnetico che circonda interamente il rivelatore interno curva la traiettoria delle particelle cariche. La direzione della curvatura rivela il segno (positivo o negativo) della carica elettrica della particella, mentre il raggio di curvatura permette di calcolarne la quantità di moto. Il punto d'inizio della traccia è un'informazione rilevante per l'identificazione del tipo di particella. Ad esempio, se un gruppo di tracce ha origine lontano dal punto iniziale d'interazione tra i protoni, si tratta di un'indicazione del decadimento di una particella pesante, come un adrone contenente un quark di tipo b.

#### Rivelatore a pixel
Il rivelatore a pixel è la parte più interna dello spettrometro ATLAS.
È formato da quattro strati cilindrici concentrici più tre dischi per ciascuna base del volume cilindrico delimitato, costituiti da 1.744 moduli ognuno dei quali misura (2 x 6) cm². Il materiale attivo è silicio dallo spessore di 250 µm.
Ogni modulo contiene 16 circuiti integrati di lettura ed altri componenti elettronici. L'unità di lettura elementare è un pixel di (50 x 400) µm² e ci sono circa 47.000 pixel per modulo.
Le dimensioni dei pixel sono minute per garantire un tracciamento estremamente preciso anche molto vicino al punto d'interazione IP dei fasci protonici. In totale, il rivelatore a pixel ha circa 92 milioni di canali di lettura, che rappresentano il 50% di tutti i canali esistenti nello spettrometro ATLAS. Un così alto numero di canali in un volume ridotto ha rappresentato una notevole sfida per la progettazione e realizzazione del rivelatore. Un altro aspetto critico è dato dalla radiazione complessiva a cui il rivelatore a pixel è esposto, data la sua prossimità al punto d'interazione IP. Ciò ha richiesto che tutti i componenti del rivelatore a pixel fossero resistenti alle radiazioni, ed in grado di operare anche in presenza di flussi intensi di particelle ionizzanti e di neutroni.

#### Tracciatore a semiconduttori
Il tracciatore a semiconduttori o SCT (Semi-Conductor Tracker) costituisce la parte centrale del rivelatore interno. Per concezione e funzionamento è simile al rivelatore a pixel, ma è caratterizzato da lunghe strisce di silicio invece che da pixel di piccole dimensioni, per coprire in modo efficiente una superficie molto maggiore. Ogni striscia misura 80 µm x 12 cm. SCT è la parte più importante del rivelatore interno al fine di ricostruire le tracce delle particelle cariche, in quanto ne stabilisce la posizione in un volume molto maggiore di quello del rivelatore a pixel, con più punti di rilevazione e quasi con la stessa accuratezza. È composto da quattro strati doppi di strip di silicio, che coprono un'area totale di 61 m² e forniscono 6,3 milioni di canali di lettura.

#### TRT (Transition Radiation Tracker)
Il TRT (Transition Radiation Tracker), l'elemento più esterno del rivelatore interno di ATLAS, è la combinazione di un rivelatore a cannucce (straw tracker) e un rivelatore a transizione di radiazione (TRD, transition radiation detector). 
Gli elementi del rivelatore sono camere a deriva (drift tubes) formati da cannucce, ciascuna dal diametro di 4 mm e lunghezza fino a 144 cm. Il TRT è composto da circa 300.000 cannucce.
L'incertezza nella ricostruzione della posizione ("risoluzione della traccia") è di circa 200 µm. Si tratta di una misura meno precisa di quelle degli altri due rivelatori interni, che rappresenta un compromesso necessario per ridurre il costo di un rivelatore che copre un volume notevole, mantenendo le caratteristiche di un TRD.
Ogni cannuccia è riempita con un gas che si ionizza quando delle particelle cariche attraversano la cannuccia, mantenuta ad un potenziale di −1.500 V. Gli elettroni così prodotti sono attratti verso un sottilissimo filo metallico, che si trova al centro della cannuccia. Si scaricano infine sul filo, producendo un impulso di corrente che costituisce il segnale. Tali segnali, provenienti da molte cannucce, creano una traccia che permette di ricostruire il percorso della particella dentro il volume del rivelatore.
Tra le cannucce sono posti materiali con indici di rifrazione molto diversi, che inducono le particelle relativistiche ad emettere una radiazione di transizione quando passano da un materiale all'altro, rilasciando un segnale molto intenso in alcune cannucce. Xenon e argon gassosi sono utilizzati per massimizzare questo effetto. Siccome l'emissione di radiazione di transizione è più intensa per particelle altamente relativistiche (con velocità prossima a quella della luce), e siccome particelle di una data energia sono tanto più veloci quanto minore è la loro massa, i cammini caratterizzati da molti segnali intensi sono attribuiti a particelle cariche di piccola massa: elettroni o positroni.

### Calorimetri

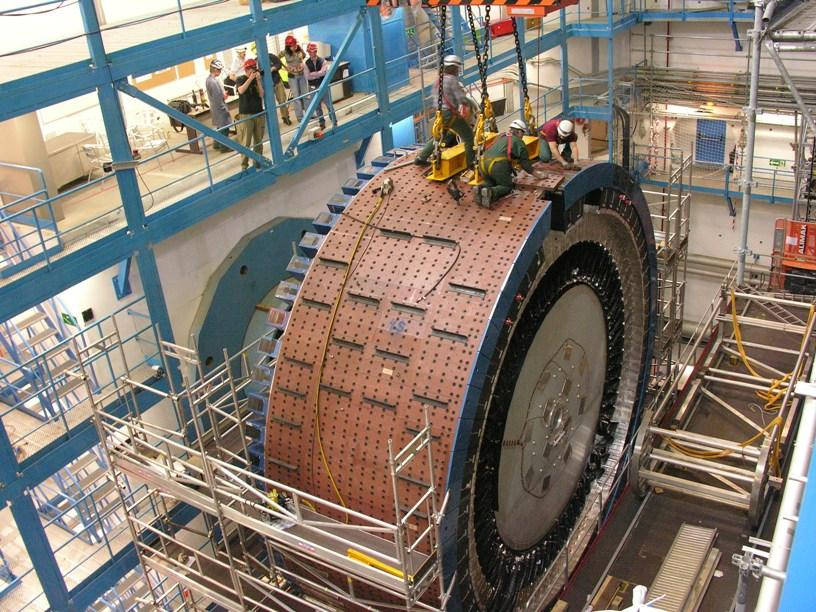
La sezione centrale del calorimetro adronico.

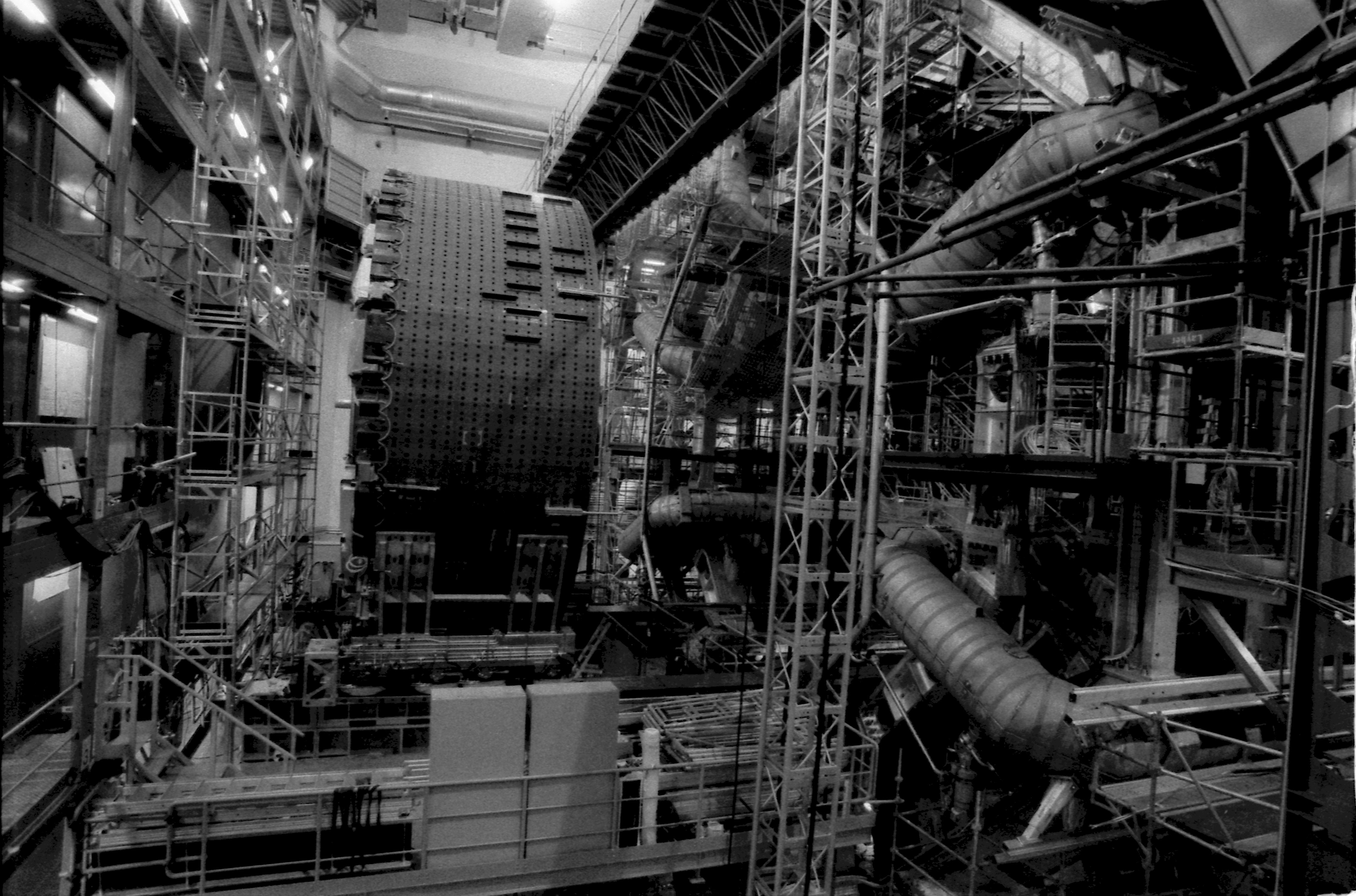
Una delle sezioni del calorimetro adronico, in attesa di essere inserita (Febbraio 2006).

I calorimetri sono posti all'esterno del magnete solenoidale che circonda il rivelatore interno. Il loro scopo è misurare l'energia delle particelle, mediante il loro assorbimento entro il volume del calorimetro. In ATLAS vi sono due sistemi calorimetrici: un calorimetro elettromagnetico interno e un calorimetro adronico esterno. Entrambi sono calorimetri a campionamento, che assorbono l'energia delle particelle in un metallo ad alta densità e, ad intervalli spaziali periodici (campionamento), misurano il profilo dello sciame di particelle generate. In questo modo, s'inferisce l'energia della particella originaria che ha generato il successivo sciame.

#### Calorimetro elettromagnetico
Il calorimetro elettromagnetico (EM) assorbe energia
dalle particelle che interagiscono elettromagneticamente, cariche o neutre (fotoni). Sia l'energia assorbita sia la posizione in cui tale energia viene depositata sono misurate accuratamente.
L'angolo tra l'asse del fascio e la traiettoria di una particella e dello sciame da lei generato viene misurato con una precisione
di circa 0,025 radianti. I materiali assorbitori sono piombo e acciaio inossidabile, mente argon liquido - raffreddato mediante un criostato che circonda il calorimetro EM - funge da mezzo per il campionamento dell'energia. Il calorimetro elettromagnetico centrale ha elettrodi a forma di fisarmonica.

#### Calorimetro adronico
Il calorimetro adronico assorbe l'energia delle particelle che hanno attraversato il calorimetro EM. Queste particelle sono soprattutto adroni, che interagiscono mediante l'interazione forte. Risulta meno preciso del calorimetro EM sia nella localizzazione dei depositi d'energia, sia nella misura delle energie depositate. La risoluzione angolare è di circa 0,100 radianti. Il materiale assorbitore è acciaio, con tegole di materiale plastico scintillante per il campionamento dell'energia depositata. Le due basi del cilindro del calorimetro adronico sono contenute all'interno del criostato, ed utilizzano argon per il campionamento, mentre rame e tungsteno sono usati come materiali assorbitori. Il diametro del calorimetro a tegole è di 8 m, per una lunghezza di 12 m nella direzione del fascio. Data la sua mole, molte caratteristiche del calorimetro adronico sono state determinate dalla ottimizzazione del rapporto tra costi e benefici.

### Spettrometro muonico
Lo spettrometro muonico serve a determinare la traccia, la carica e la quantità di moto dei muoni che, dopo aver attraversato gli strati più interni dello spettrometro ATLAS, arrivano nella regione di rilevazione più esterna. Pochissime altre particelle, oltre ai muoni, hanno energia e potere di penetrazione sufficienti a raggiungere lo spettrometro muonico. Il sistema di tracciamento, di enormi dimensioni, è formato da tre componenti:
1. Un campo magnetico, generato da tre magneti toroidali;
2. Oltre 1.200 rivelatori che misurano, con grande precisione, le traiettorie dei muoni uscenti;
3. Rivelatori che determinano con accuratezza l'istante del passaggio dei muoni in vari punti dello spettrometro.

Lo spettrometro muonico è dotato di circa 1.000.000 di canali di lettura e i piani di rivelazione dei suoi contatori coprono una superficie totale di 12.000 m². Il suo volume inizia appena dopo i calorimetri adronici e si estende fino ai limiti dello spettrometro ATLAS, coprendo un segmento radiale che va da 4,25 m fino ad 11 m dalla linea del fascio dei protoni. Queste dimensioni gigantesche sono necessarie per misurare accuratamente la quantità di moto dei muoni, che attraversano gli strati più interni dello spettrometro prima di arrivare nella regione di rilevazione a loro dedicata. Secondo le specifiche del progetto, lo spettrometro muonico misura la quantità di moto di muoni da 100 GeV di energia con un errore del 3%, mentre l'errore sale al 10% per muoni da 1.000 GeV, ovvero 1 TeV di energia.
I principi di rilevazione sono simili a quelli del tracciatore interno: i muoni sono deflessi dal campo magnetico in modo da determinare il segno (positivo e negativo) della carica elettrica del muone e la sua quantità di moto, misurando rispettivamente la direzione di deflessione e il raggio di curvatura della traiettoria. Tuttavia la struttura del campo magnetico è differente nei due casi; inoltre la risoluzione spaziale è maggiore per il rivelatore interno che per lo spettrometro muonico, mentre le dimensioni di quest'ultimo sono molto maggiori di quelle del rivelatore interno.

### Sistema dei magneti

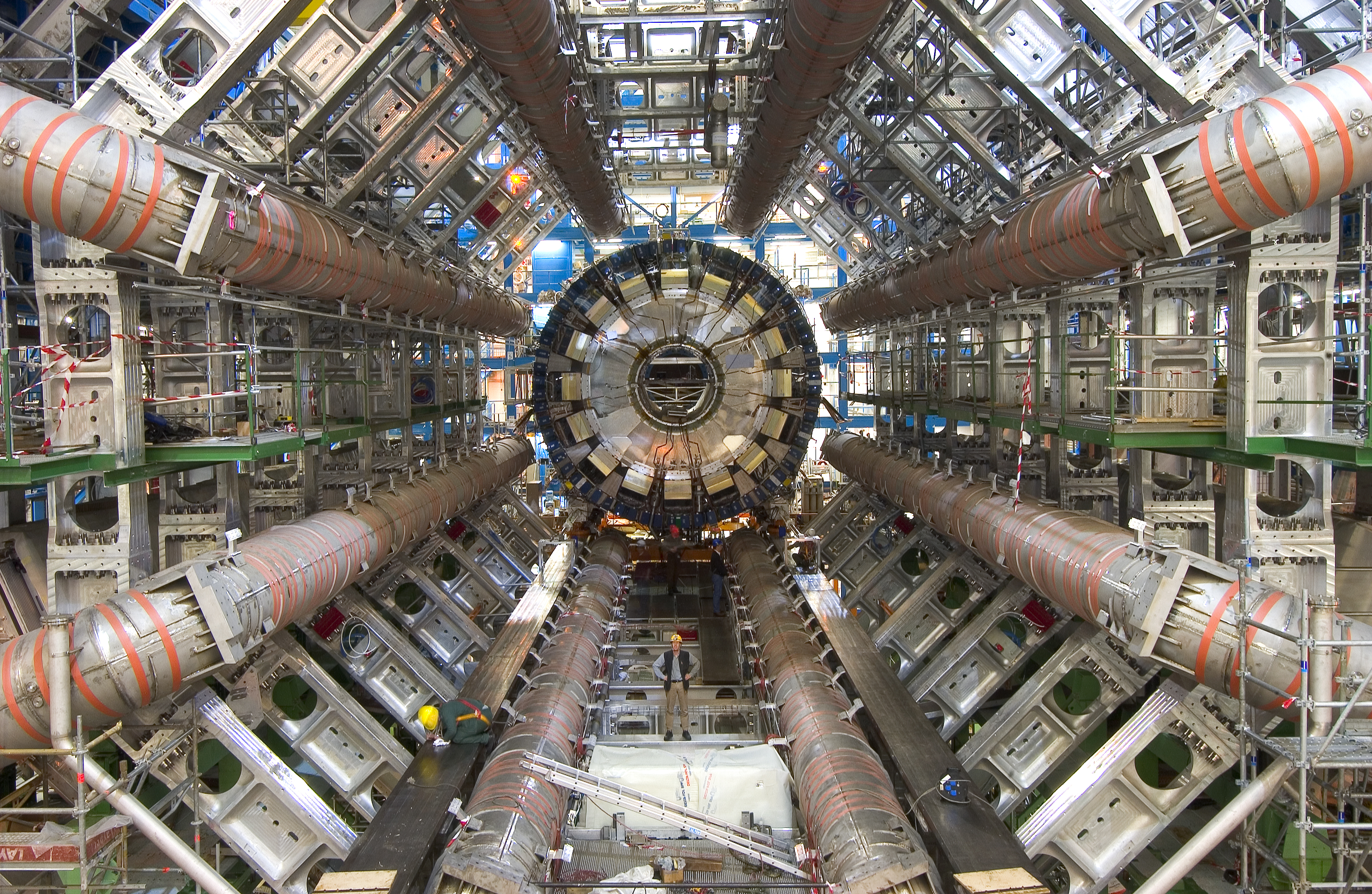
Gli otto magneti toroidali centrali dello spettrometro ATLAS.

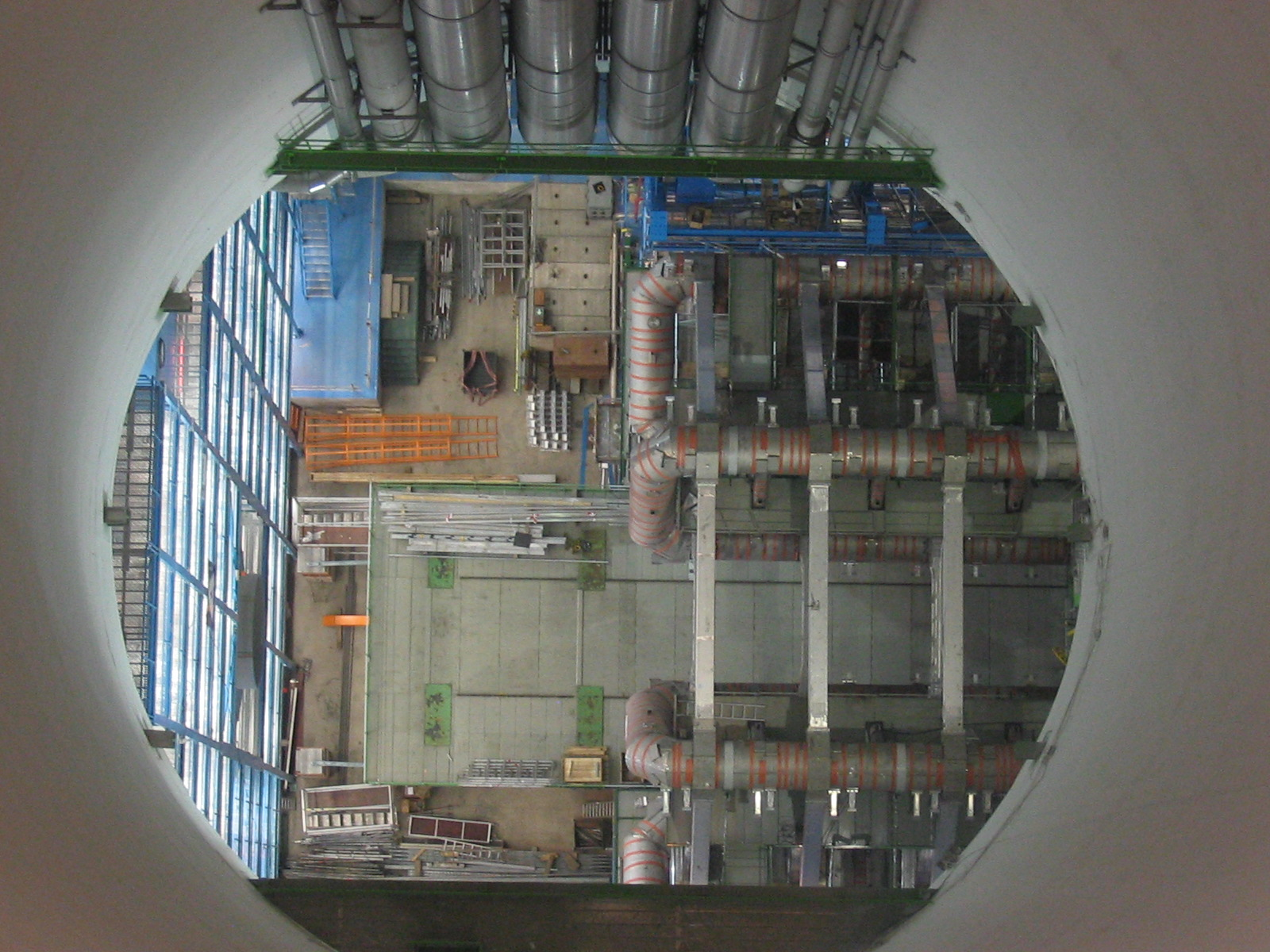
La parte terminale di quattro degli otto magneti toroidali centrali (vista dall'alto, settembre 2005).

Lo spettrometro ATLAS usa due grandi sistemi magnetici superconduttori per curvare la traiettoria delle particelle cariche, in modo da misurarne la quantità di moto. La curvatura è dovuta alla forza di Lorentz, il cui modulo risulta proporzionale alla carica {\displaystyle q} della particella, alla sua velocità {\displaystyle v} e all'intensità {\displaystyle B} del campo magnetico:
{\displaystyle F=q\,v\,B.}
Siccome tutte le particelle prodotte nelle collisioni protoniche al LHC viaggiano ad una velocità prossima a quella della luce nel vuoto {\displaystyle (v\simeq c)}, la forza di Lorentz è circa la stessa per particelle con la stessa carica {\displaystyle q}:
{\displaystyle F\simeq q\,c\,B.}
Il raggio di curvatura {\displaystyle r} dovuto alla Forza di Lorentz è pari a 
{\displaystyle r={\frac {p}{q\,B}}.}
dove {\displaystyle p=\gamma \,m\,v} è la quantità di moto relativistica della particella. Di conseguenza, particelle con grande quantità di moto saranno poco deflesse ({\displaystyle r} grande), mentre la traiettoria di quelle con piccola quantità di moto sarà molto incurvata ({\displaystyle r} piccolo). Il raggio di curvatura della traiettoria viene accuratamente misurato, e dal suo valore si deduce la quantità di moto della particella.

#### Magnete solenoidale
Il magnete solenoidale interno produce un campo magnetico uniforme di 2 T, che circonda il rivelatore interno. Questo intenso campo magnetico permette d'incurvare anche la traiettoria delle particelle più energetiche quanto basta per misurarne la quantità di moto. Il vettore {\displaystyle \mathbf {B} } del campo magnetico deve risultare costante in direzione ed intensità su tutto il volume del rivelatore interno, per garantire un'accurata misura della quantità di moto. Particelle con energia al di sotto dei 400 MeV subiranno una deflessione magnetica così marcata che la loro traiettoria si avvita a spirale, e quasi certamente sfuggiranno alla rilevazione. Tuttavia si tratta di particelle poco energetiche, rispetto ai valori medi dell'energia delle particelle prodotte nelle collisioni protoniche a 13 TeV al LHC.

#### Magneti toroidali
I magneti toroidali esterni sono formati da 24 enormi bobine superconduttrici, che forniscono un campo magnetico d’intensità fino a 3,5 T. Il campo magnetico usato per deflettere le 
particelle nella regione esterna al calorimetro adronico non è uniforme, come nel caso del magnete solenoidale interno, ma il costo proibitivo di un solenoide di dimensione adatte ha imposto qui la scelta di magneti toroidali.
Ci sono tre magneti toroidali in ATLAS, ognuno formato da 8 bobine: i due più piccoli sono posti alle estremità dello spettrometro, mentre il terzo magnete ne circonda la parte centrale. Sono collocati al di fuori del calorimetro adronico, all'interno dello spettrometro dei muoni.
Coi suoi 25 m di lunghezza, 9,4 m di diametro interno e 20 m di diametro esterno, il toroide centrale di ATLAS è il più grande magnete toroidale mai fabbricato dall'uomo, che immagazzina un'energia pari a {\displaystyle 1,6\times 10^{9}} J. È costituito da più di 56 km di filo superconduttore e pesa circa 830 t. I due toroidi che chiudono le estremità del rivelatore estendono il campo magnetico anche nella regione vicina al tubo del fascio. Ognuno di essi ha un diametro esterno di 10,7 m e pesa 240 t.

### Rivelatori in avanti
Lo spettrometro è completato da una serie di quattro sotto rivelatori nelle due regioni in avanti, per misurare particelle anche ad angoli molto piccoli.
1. LUCID (LUminosity Cherenkov Integrating Detector) 
 misura la luminosità del LHC ed è situato nella caverna ATLAS a 17 m dal punto d'interazione (IP), tra i due rivelatori muonici in avanti che si trovano in ciascuna delle due estremità dello spettrometro;
2. ZDC (Zero Degree Calorimeter) 
 misura le particelle neutre in asse rispetto ai fasci protonici ed è situato a 140 m dall'IP nel tunnel LHC, dove i due fasci opposti sono nuovamente suddivisi in due tubi separati;
3. AFP (Atlas Forward Proton) 
 riconosce eventi diffrattivi, ed è situato tra 204 e 217 m dall'IP;
4. ALFA (Absolute Luminosity For ATLAS) 
 misura la diffusione di protoni elastici, ed è situato a 240 m dall'IP, appena prima dei magneti deflettori dell'arco LHC.

### Sistemi per l'acquisizione dati

#### Produzione dati
I sistemi di lettura e rilevazione degli eventi negli spettrometri prima di ATLAS 
erano basati su bus condivisi e paralleli come VMEbus o FASTBUS. Poiché una tale architettura non può gestire la mole di dati dei rivelatori al LHC, tutti i sistemi d'acquisizione dati di ATLAS si basano invece su collegamenti da punto a punto e reti di commutazione ad alta velocità. Anche disponendo di un'elettronica per la lettura dati avanzata, ATLAS genera troppi dati grezzi per leggerli o memorizzarli tutti. Avvengono 40 milioni d'interazioni protone-protone al secondo (40 MHz) al centro del rivelatore, che moltiplicati per i circa 25 MB di ogni evento grezzo producono un totale {\displaystyle 1} PB = {\displaystyle 10^{15}} B di dati grezzi al secondo. Evitando di scrivere i segmenti vuoti di ogni evento (soppressione degli zeri), che non contengono informazioni fisiche, la dimensione media di un evento si riduce a 1,6 MB, per un totale di {\displaystyle 64} TB = {\displaystyle 64\times 10^{12}} B al secondo.

#### Sistema di trigger
Per ridurre il flusso dei dati a livelli gestibili, ATLAS usa un sistema di selezione degli eventi – detto trigger (grilletto) – che sceglie gli eventi con particolari caratteristiche, per farne poi un’analisi dettagliata. Il sistema di trigger di ATLAS esegue la selezione degli eventi in due passaggi.
1. Trigger di primo livello o L1, hardware, si basa su moduli elettronici appositamente progettati e costruiti, situati sul rivelatore. Utilizza per la selezione degli eventi informazioni provenienti dai calorimetri e dallo spettrometro dei muoni. La decisione di salvare i dati di un evento viene presa in meno di 2,5 μs. Come detto, la frequenza degli eventi prodotti dalle collisioni dei fasci di protoni è di {\displaystyle 40} MHz = {\displaystyle 4\times 10^{7}} ev/s (eventi al secondo). Se l’evento supera la selezione, passa al trigger di secondo livello (L2), che può accettare fino a 100 kHz, pari a 100.000 ev/s. Il fattore di reiezione di L1 è quindi pari a 400.
2. Trigger di secondo livello o HLT (High Level Trigger), software, utilizza una batteria di computer formata da circa 40.000 CPU. Per decidere quali dei 100.000 ev/s provenienti da L1 salvare si conducono, in 200 μs, analisi mirate di ciascuna collisione. Vengono esaminati dati provenienti da specifiche regioni del rivelatore dette RoI (Regions of Interest), incluso il rivelatore interno, per combinare tracce ricostruite e depositi di energia nei calorimetri. Il fattore di reiezione di HTL è pari a 100: circa 1.000 ev/s (1 kHz) superano questa seconda selezione, e vengono inviati a delle banche dati, per essere successivamente analizzati in dettaglio.

#### Analisi dati
ATLAS registra in modo permanente oltre {\displaystyle 10} PB = {\displaystyle 10^{16}} B di dati all’anno. La ricostruzione degli eventi offline viene eseguita su tutti gli eventi memorizzati. Il grid computing viene ampiamente utilizzato per la ricostruzione degli eventi, consentendo l'uso parallelo della CPU di reti di computer universitari e di laboratori sparsi in tutto il mondo. La struttura di calcolo di ATLAS usa codici software appositamente sviluppati per convertire i segnali grezzi provenienti dal rivelatore in informazioni che possono essere analizzate dai fisici.
Mettendo assieme i segnali dei singoli rivelatori, il software ricostruisce le tracce delle particelle, identifica il tipo di particella (ad esempio: elettrone o muone) e fornisce altre indicazioni fisiche rilevanti per ricostruirne la massa, l'energia, la quantità di moto, la carica elettrica, lo spin e la vita media.
Individui e gruppi di ricerca all'interno della collaborazione ATLAS scrivono quindi il proprio codice per eseguire le analisi fisiche degli eventi. Il software per questa attività di ricerca è in fase di continuo sviluppo ed evoluzione. Lo scopo iniziale è di riconoscere le particelle rilevate dallo spettrometro e ricostruire eventi di decadimento di particelle pesanti in altre più leggere. L'obiettivo finale delle analisi è di misurare con precisione le proprietà di particelle già note, o di scoprirne di nuove. Nel corso di queste analisi, ATLAS processa ogni settimana {\displaystyle 25} PB = {\displaystyle 2,5\times 10^{16}} B di dati.